# جيريمي أوكسلي
جيريمي أوكسلي (بالإنجليزية: Jeremy Oxley)‏ هو كاتب أغاني ومغني أسترالي، ولد في 1961 في Kingscliff, New South Wales ‏ في أستراليا.

## وصلات خارجية
- جيريمي أوكسلي على موقع ميوزك برينز (الإنجليزية)
- جيريمي أوكسلي على موقع ديسكوغز (الإنجليزية)